# Michel Gourlier
Pour les articles homonymes, voir Gourlier.
Michel Pierre Alfred Gourlier, né le 3 janvier 1925 à Grenoble, mort le 28 septembre 2018 à L'Union (Haute-Garonne), est un peintre, illustrateur et dessinateur français, essentiellement actif de 1954 à 1985.
Il est surtout connu pour avoir illustré de nombreux volumes de la collection « Signe de piste » et divers ouvrages et revues liés à la jeunesse.

## Biographie
Après avoir commencé sa carrière avec Jean-Claude Alain comme dessinateur pour la collection Jamboree, Michel Gourlier a successivement travaillé pour la Collection Rouge et Or dans les années 1960, pour les Éditions Magnard dans les années 1970, pour la Collection Signe de Piste et le Nouveau Signe de Piste (il illustra environ 22 % des Signe de Piste entre 1955 et 1964).
Il travailla également pour les collections Nelson, Bleu et Or, Super 1000, mais aussi pour les éditions Dargaud et Hachette.
En 1975, il participe au tournage du film Hier la liberté de Jean-François Pays, dont une novellisation du scénario est parue en 1976 au Signe de Piste.
En 1980, Michel Gourlier envisage d’illustrer l’œuvre de Thomas Mann et en particulier Mort à Venise et réalise des illustrations de grand format dont un magnifique portrait de Tadzio. Certaines illustrations ont été exposées au Festival KID de Tourcoing en 1987.
L'homo-érotisme de ses illustrations a été considéré comme beaucoup plus marqué que dans l'œuvre de Pierre Joubert.
Affaibli, malade, il aurait détruit une grande partie de ses originaux et s'est retiré dans le sud-ouest et muré dans le silence. Il meurt en 2018 dans la solitude la plus totale.

## Réception critique
« Les garçons de Michel Gourlier sont des anges à l'innocence délicieusement perverse, des anges aux yeux trop bleus, aux cheveux trop blonds, aux lèvres trop offertes pour ne pas être aussi des garçons humains, trop humains, juste humains… »
"Les regards des visages dessinés par Michel Gourlier animent leur enveloppe matérielle, miroir de la beauté, et réfléchissent les grands élans du cœur et de l'imagination."

## Publications
Liste non exhaustive
- Portefolio, 1977. Publié à l'occasion de l'exposition de novembre-décembre 1977, ce portefolio contient les reproductions de 40 œuvres. Il y en existe deux versions : l'édition courante recouverte d'une toile beige (300 exemplaires), et l'édition de luxe de cinquante exemplaires sous une toile marron avec en plus un autoportrait de l'artiste âgé de quinze ans et signé à la main. Il forme un ensemble clair de l'art de Michel Gourlier à cette époque.
- La Tour Treflec'h - BD dessinée pour le journal l'Intrépide (1961).
- Visages, Pojkart-kalender, 1982 et 1983.

## Expositions
- Galerie Expo 90 : 2 juin-8 juillet 1977, 15 novembre-31 décembre 1977, 9 mai-10 juin 1978.
- Galerie Le Triskèle : Portraits réels et imaginaires, 5 juin-5 juillet 1980.
- Association Kid, Tourcoing, 50e anniversaire du Signe de Piste.